# Suzy Marleen
Suzy Marleen, artiestennaam van Suzanne Claes (Boom, 16 januari 1920 – Wilrijk, 31 augustus 1995), was een Belgische zangeres.
Ze werkte in het lichte genre, revues, cabarets e.d. Ze was bovendien aangeefster bij de optredens van Theo Van den Bosch.
Haar hoogtepunt lag in de jaren '50 en '60. Ze was toen ook te zien in televisieseries en enkele films, zoals De moedige bruidegom (1952) en De bruid zonder bed (1955) met The Woodpeckers, allebei onder regie van Edith Kiel. 
Haar stem is bewaard gebleven op het plaatje Telesefie herinneringen uit 1970, met sketches als De plastron en Madam reclameert, samen met Theo Van den Bosch.
Ze was getrouwd met Toto de Wandel, zelf musicus en orkestleider. 
Suzy Marleen overleed op 31 augustus 1995. Ze ligt begraven op Schoonselhof.